# Hirtenmaina
Die Hirtenmaina oder der Hirtenstar (Acridotheres tristis) ist eine ursprünglich asiatische Singvogelart aus der Familie der Stare.
Als Allesfresser, der ursprünglich in offenen Wäldern beheimatet war, erwies sich die Hirtenmaina als Kulturfolger, der außerordentlich gut an urbane Ökosysteme angepasst ist.
Die Anzahl der Hirtenmainas hat durch menschliche Einflüsse zugenommen und die IUCN hat die Art im Jahr 2000 in eine Liste von invasiven Neobiota aufgenommen.

## Merkmale
Dieser 25 Zentimeter lange Vogel ist hauptsächlich braun gefärbt, Kopf und Brust sind dunkelgrau und die Flügelbinden, Bürzel und Steiß sind cremeweiß gefärbt; der Schnabel, die nackte Haut um die Augen und die kräftigen Beine sind gelb. Beide Geschlechter sehen sich ähnlich.

## Vorkommen
Die Hirtenmaina stammt ursprünglich aus dem südlichen Asien von Afghanistan über Indien bis nach Sri Lanka. Die Art hat sich inzwischen in Mittelasien weit nach Norden ausgebreitet. Vom Menschen wurde sie in Südafrika, Australien, Neuseeland und Nordamerika, hier vor allem in Florida und Hawaii eingebürgert. Sie lebt in Savannen, Busch und Feldern, aber auch innerhalb der Stadtgebiete.

## Hirtenmaina als invasive Art

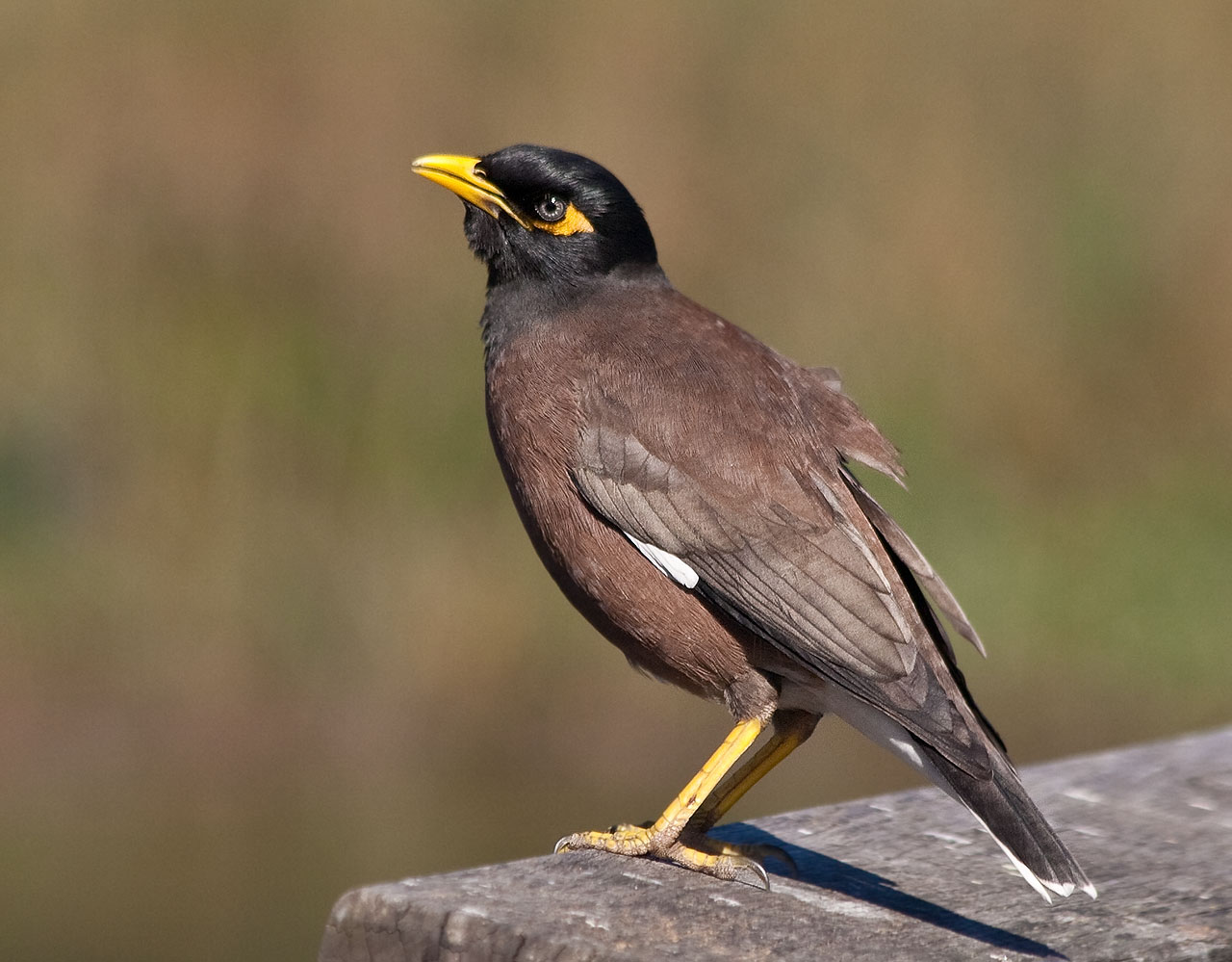
Hirtenmaina in Sydney, Australien

Aufgrund ihrer Fähigkeit, Insektenpopulationen zu reduzieren, wurden Hirtenmainas vielfach vom Menschen in neue Regionen eingeführt. In menschlichen Siedlungen und deren Umfeld konkurrieren sie allerdings auch mit den einheimischen Vögeln um Nisthöhlen und Nahrung. Auf einigen Inseln wie Hawaii und Fidschi erbeutet sie die Eier und Küken anderer Vögel. Sie stellt eine Bedrohung für die einheimische Tierwelt, insbesondere für Papageien und andere Vogelarten, in Australien und anderswo dar. Die Hirtenmaina wird vom Bundesamt für Naturschutz als Bedrohung für die angestammten Ökosysteme eingestuft. Die Hirtenmaina steht deshalb auf der Liste der 100 of the World’s Worst Invasive Alien Species.
Die Hirtenmaina ist 2019 in die „Liste der unerwünschten Spezies“ für die Europäische Union aufgenommen worden.

## Verhalten
Die Hirtenmaina ist außerhalb der Brutzeit ein geselliger Vogel, der an offenen Plätzen, in Gärten oder auf Straßen nach Früchten, Samen, Insekten, Würmern und Lebensmittelresten sucht. In der Dämmerung versammeln sich große Schwärme zum Schlafen in Bäumen und rufen mit gurgelnden, quiekenden und klickenden Tönen. Der Vogel kann auch menschliche Stimmen nachahmen.

## Fortpflanzung

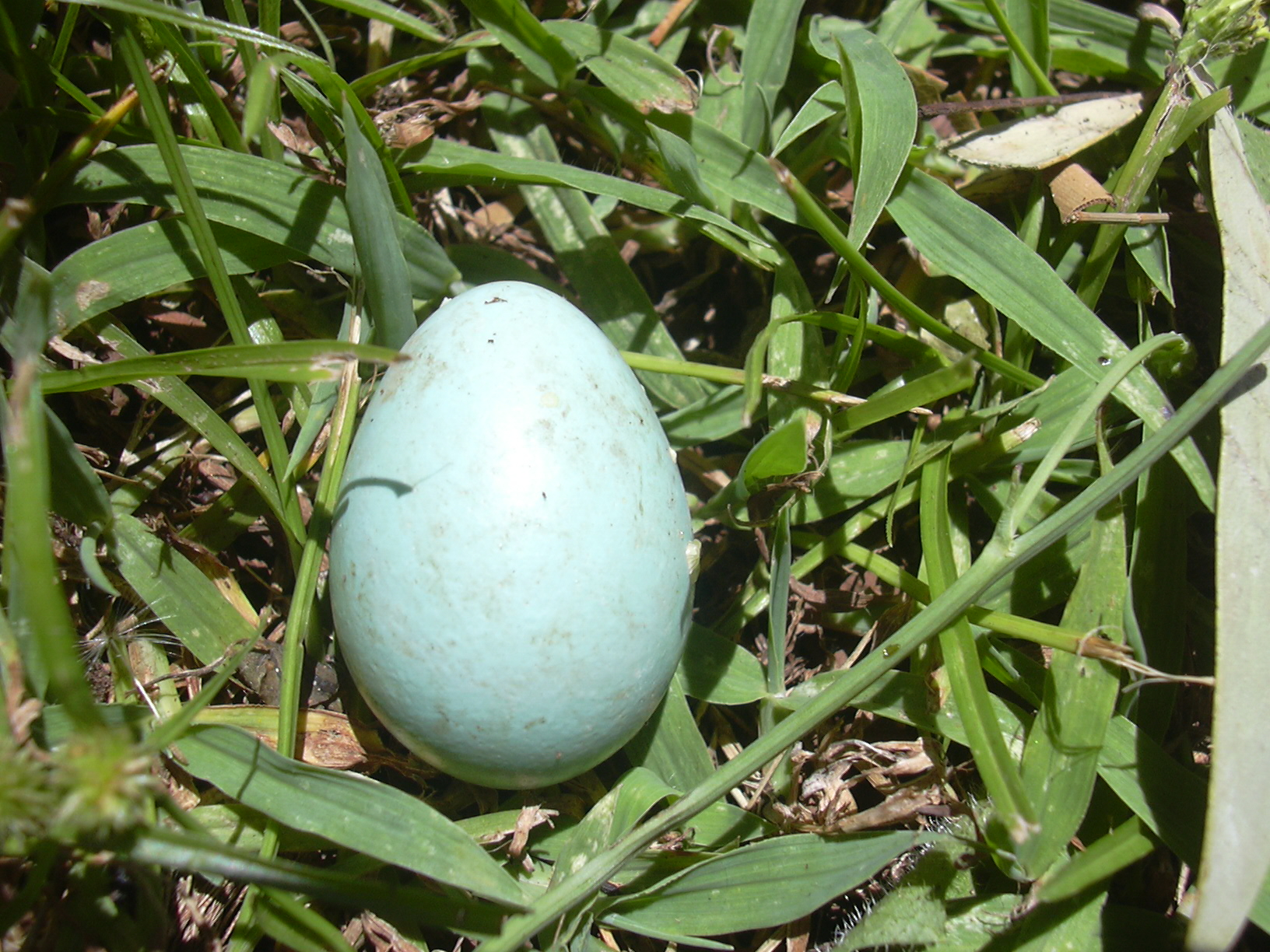
Die Eier sind leuchtend türkisblau gefärbt, Gelege auf Maui, Hawaii

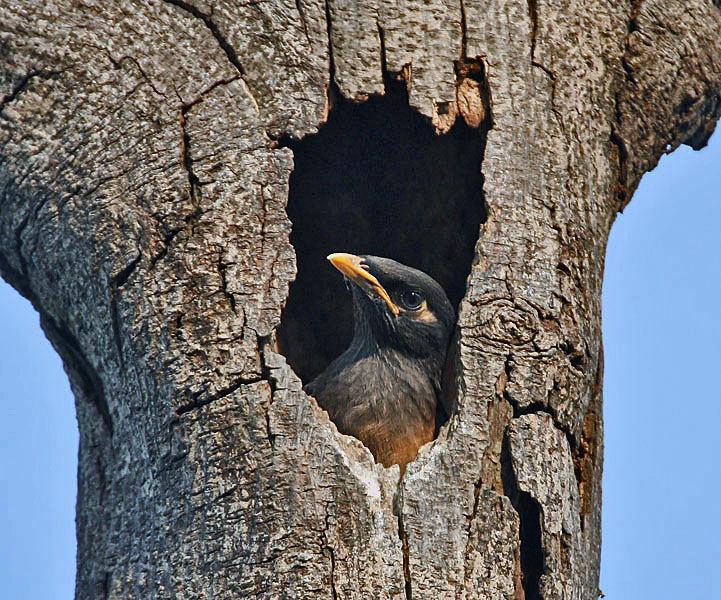
Jungvogel im Nest

Die Hirtenmaina baut ein einfaches Schalennest aus Gras, Wurzeln und Zweigen in Baumhöhlen oder Gebäudenischen. Zwei bis fünf Eier werden von beiden Elternteilen etwa zwei Wochen lang bebrütet. Die Jungvögel werden nach vier bis fünf Wochen flügge, werden aber noch eine Zeit lang von ihren Eltern gefüttert.